# Décès en décembre 2003
Décès
- 1999
- 2000
- 2001
- 2002
- 2003
- 2004
- 2005
- 2006
- 2007

Pour une information complémentaire, voir la page d'aide.

| Date         | Nom                      | Activités | Âge | Source |
| ------------ | ------------------------ | --- | --- | ------ |
| 1er décembre | Joe Foss                 | aviateur et homme politique américain, gouverneur du Dakota du Sud de 1955 à 1959                                                                                           | 87  |        |
| 3 décembre   | David Hemmings           | acteur anglais | 62  |        |
| 5 décembre   | Roger Forissier          | peintre et graveur français | 79  |        |
| 5 décembre   | Roy Jenkins              | homme politique britannique, député et ministre du Parti travailliste, cofondateurs du Parti social démocrate en 1981, président de la Commission européenne de 1977 à 1981 | 82  |        |
| 5 décembre   | José Pesudo              | joueur et entraineur de football espagnol. | 67  | (es)   |
| 6 décembre   | José María Jiménez       | coureur cycliste espagnol | 32  |        |
| 6 décembre   | Patricia Mattick         | Actrice américaine. | 52  |        |
| 6 décembre   | Yasuo Kuwahara           | mandoliniste et compositeur japonais pour instruments à cordes pincées | 56  | (en)   |
| 8 décembre   | Rubén González           | pianiste cubain | 83  |        |
| 10 décembre  | Sadok Thraya             | musicien et chanteur tunisien | 83  |        |
| 11 décembre  | Ahmadou Kourouma         | écrivain ivoirien | 75  |        |
| 11 décembre  | Paulos Tzadua            | cardinal éthiopien, archevêque d'Addis-Abeba | 81  |        |
| 12 décembre  | Rudolf Krause            | joueur et entraineur de football allemand | 76  | (en)   |
| 14 décembre  | Jeanne Crain             | actrice américaine | 77  |        |
| 16 décembre  | Jean Cornec              | président de la FCPE | 83  |        |
| 16 décembre  | Gary Stewart             | musicien de country et un auteur-compositeur américain | 59  |        |
| 17 décembre  | Ed Devereaux             | acteur et réalisateur australien | 77  |        |
| 17 décembre  | Alan Tilvern             | acteur et scénariste britannique | 85  |        |
| 18 décembre  | Charles Berlitz          | linguiste et écrivain américain, célèbre pour ses livres sur les phénomènes paranormaux                                                                                     | 88  |        |
| 18 décembre  | Otto Graham              | joueur américain de football américain et de basket-ball | 81  |        |
| 19 décembre  | Hope Lange               | actrice américaine | 69  |        |
| 21 décembre  | Morappakkam Gopalan (en) | joueur de cricket indien | 93  |        |
| 21 décembre  | Hans Koller              | saxophoniste de jazz autrichien | 82  |        |
| 22 décembre  | Dave Dudley (en)         | chanteur américain | 75  |        |
| 26 décembre  | Valeriy Brumel           | athlète russe. Champion olympique du saut en hauteur aux Jeux de Tokyo en 1964                                                                                              | 60  |        |
| 27 décembre  | Alan Bates               | acteur anglais | 68  |        |
| 29 décembre  | Bob Monkhouse            | acteur et scénariste britannique | 75  | (en)   |
| 29 décembre  | Michel Zanoli            | coureur cycliste néerlandais | 35  |        |
| 30 décembre  | Michael Courtney         | archevêque irlandais. Nonce apostolique au Burundi | 57  |        |
| 30 décembre  | John Gregory Dunne       | écrivain et scénariste américain | 70  |        |
| 30 décembre  | Anita Mui                | actrice et chanteuse chinoise | 40  |        |
| 30 décembre  | Daniel Pommereulle       | peintre, sculpteur, cinéaste et poète français | 65  |        |
| 30 décembre  | Yoshio Shirai            | boxeur japonais | 79  |        |
| 31 décembre  | Enrique Buenaventura     | metteur en scène et homme de théâtre colombien | 77  |        |
| 31 décembre  | Sophie Daumier           | comédienne et humoriste française | 69  |        |
| 31 décembre  | Bridget Dirrane          | infirmière, centenaire et mémorialiste irlandaise | 109 |        |
| 31 décembre  | Gerald Goldberg          | avocat et homme politique irlandais | 91  | (en)   |